# Sweltsa onkos
Sweltsa onkos är en bäcksländeart som först beskrevs av William Edwin Ricker 1935.  Sweltsa onkos ingår i släktet Sweltsa och familjen blekbäcksländor. Inga underarter finns listade i Catalogue of Life.